# Commelina queretarensis
Commelina queretarensis är en himmelsblomsväxtart som beskrevs av López-ferr., Espejo och Ceja. Commelina queretarensis ingår i släktet himmelsblommor, och familjen himmelsblomsväxter. Inga underarter finns listade.